# ۲۹ اکتبر
۲۹ اکتبر سیصد و دومین (در سال‌های کبیسه سیصد و سومین) روز سال در گاه‌شماری میلادی است. ۶۳ روز تا پایان سال باقی‌است.

## رویدادها
- ۵۳۹ (پیش از میلاد) - کوروش بزرگ بابل را فتح نمود و نبونعید شاه آن را خلع کرد.[نیازمند منبع]
- ۱۹۲۳ - امپراتوری عثمانی منقرض و سیستم حکومتی جمهوری در ترکیه جایگزین شد.[نیازمند منبع]
- ۲۰۰۴ - نمایندگان اعضای اتحادیهٔ اروپا عهدنامهٔ ایجاد اولین قانون اساسی اتحادیه اروپا را در رم امضا کردند.

## زادروزها
- ۱۸۹۸ – ارنست ولوبر، نظامی و سیاستمدار اهل جمهوری دموکراتیک آلمان (د. ۱۹۶۷)
- ۱۹۴۲ - باب راس، نقاش آمریکایی
- ۱۹۹۸ – لانس استرول، رانندهٔ مسابقات اتومبیل‌رانی فرمول یک اهل کانادا

## درگذشت‌ها
- ۱۷۸۳ - ژان لروند دالامبر، ریاضیدان و فیزیکدان فرانسوی
- ۱۹۹۷ - انتان لاوی، موسیقی دان و نویسنده آمریکایی (ز. ۱۹۳۰)

## مناسبت‌ها
- روز جهانی پسوریازیس[۲]